# Vincentas Sladkevičius
Vincentas Sladkevičius MIC (ur. 20 sierpnia 1920 w Żoślach, zm. 28 maja 2000 w Kownie) – litewski duchowny rzymskokatolicki, marianin, biskup pomocniczy koszedarski w latach 1957–1982, administrator apostolski diecezji koszedarskiej latach 1982–1989, kardynał prezbiter od 1988, przewodniczący Konferencji Episkopatu Litwy w latach 1988–1993, arcybiskup metropolita kowieński w latach 1989–1996, od 1996 arcybiskup senior archidiecezji kowieńskiej.

## Życiorys
Święcenia kapłańskie przyjął 25 marca 1944 roku (członek zakonu marianów). 14 listopada 1957 papież Pius XII mianował go biskupem pomocniczym diecezji Koszedarskiej ze stolicą tytularną Abora. Sakrę biskupią przyjął 25 grudnia 1957 z rąk abp. Teofiliusa Matulionisa – biskupa Koszedarskiego. 15 lipca 1982 został administratorem apostolski diecezji Koszedarskiej, a 27 kwietnia 1988 wybrany przewodniczącym Konferencji Episkopatu Litwy.
Jan Paweł II na konsystorzu 28 czerwca 1988 kreował go kardynałem z tytułem prezbitera Spirito Santo alla Ferratella. 10 marca 1989 został przeniesiony na stolicę metropolitalną w Kownie. 4 maja 1996 złożył rezygnację z zarządzania metropolią kowieńską.
Zmarł 28 maja 2000 w Kownie. Został pochowany 1 lipca 2000 w bazylice archikatedralnej Świętych Apostołów Piotra i Pawła w Kownie.